# Cantó de Fauville-en-Caux
El cantó de Fauville-en-Caux és un cantó francès del departament del Sena Marítim, situat al districte de Le Havre. Té 18 municipis i el cap és Fauville-en-Caux.

## Municipis
- Alvimare
- Auzouville-Auberbosc
- Bennetot
- Bermonville
- Cléville
- Cliponville
- Envronville
- Fauville-en-Caux
- Foucart
- Hattenville
- Hautot-le-Vatois
- Normanville
- Ricarville
- Rocquefort
- Sainte-Marguerite-sur-Fauville
- Saint-Pierre-Lavis
- Trémauville
- Yébleron

## Història
| Data d'elecció                           | Identitat           | Partit                                   | Qualitat |
| ---------------------------------------- | ------------------- | ---------------------------------------- | -------- |
| 1945-1949                                | M. Levasseur        | Radical                                  |          |
| 1949-1967                                | Albert Thélu        | RPF, després RS, després UNR després UDR |          |
| 1967-1992                                | Michel Poimbœuf     | Radical, després MRG                     |          |
| 1992-                                    | Jean-François Mayer | Divers gauche                            |          |
| les dades anteriors no són pas conegudes |                     |                                          |          |
|                                          |                     |                                          |          |

## Demografia
| A partir de 1990: Població sense dobles comptes |